# Густина насељености
Густина насељености становништва представља просечан број становника на површини одређеног подручја (држава, регија или слично), и у правилу се наводи као просечан број „становника по квадратном километру (ст./km²)”. Другим речима, густина насељености је однос између броја становника и величине неке територије. Израчунава се на начин да се број становника одређеног подручја подели са површином истог подручја.
Просечна густина насељености светског копна без Антарктиде је око 41 ст/км квадратни.
Земља са највишом густином становништва је Монако (18.713 ст./km², а са најнижом густином становништва Монголија (2 ст./km²).
Понекад се употребљава обрнута вредност. Колика је површина која у просеку стоји на располагању једном становнику одређеног подручја. Израчунава се тако, да се површина подручја изражена у м² подели са бројем становника на том подручју. Наводи се као „број квадратних метара на једног становника (м²/ст.)”.
Земља са најмањом површином по становнику је Монако (63 м²/ст.), а са највећом површином по становнику Монголија (500.000 м²/ст.).

## Континенти
Густина насељености за све континенте осим Антарктика:
1. Азија — 80 становника/km²,
2. Европа — 71 становника/km²,
3. Африка — 26 становника/km²,
4. Северна Америка — 20 становника/km²,
5. Јужна Америка — 20 становника/km²,
6. Аустралија — 3 становника/km².[4]